# Antropozofska medicina
Antropozofska medicina je zdravilska metoda, ki jo je v začetku 20. stoletja utemeljil avstrijski filozof Rudolf Steiner, skupaj z zdravnico Ito Wegman.
Človeka obravnava v njegovi celoti kot telo, življenje, dušo in duha ter ima zdravilne pripravke za vse te plasti človeka. Trdi da klasična medicina ne zajema človeka v vsej njegovi polnosti, ker se življenja, čustev, misli ne da meriti ali tehtati. Filozofija antropozofske medicine je, da išče podobnost v naravi in pri človeku, s tem pa sklepa tudi na zdravilne učinke teh podobnih snovi. Po SSKJ je antropozofija filozofski nauk, po katerem je človek sam sposoben priti do spoznanja. Pravila antropozofske medicine zahtevajo, da imajo vsi njihovi terapevti končano tudi konvencionalno medicinsko fakulteto.

## Utemeljitelja
Njen utemeljitelj je Rudolf Steiner. Nekaj časa je bil član teozofskega društva, potem pa je leta 1912 ustanovil antropozofsko društvo, leta 1913 pa Goetheanum, šolo duhovne znanosti v Dornachu v Švici. Antropozofija pomeni »znanje, pridobljeno skozi višji jaz človeka« (anthropos - človek; sofia - modrost). Leta 1919 je ustanovil prvo waldorfsko šolo v Stuttgartu (ime nosi po tovarni Waldorf-Astoria, kjer so bili zaposleni starši prve generacije otrok)
Leta 1921 je Ita Wegman odprla prvo antropozofsko kliniko, sedaj znano kot Klinika Ite Wegman v Švici. Pridružili so se ji številni novi zdravniki in začeli so z usposabljanjem antropozofskih medicinskih sester. Na Itino željo je kliniko obiskal Rudolf Steiner in predlagal zdravljenje za številne bolnike. Leta 1925 sta skupaj napisala prvo knjigo Fundamentals of Therapy. Klinika se je širila in kmalu so ustanovili podružnico v Asconi. Ita Wegman je veliko poučevala in obiskala številne države, s tem pa pomembno vplivala, da je vedno več zdravnikov vključevalo antropozofska načela v njihova zdravljenja bolnikov. Leta 1963 so odprli v Švici kliniko za zdravljenje raka.

## Tridelnost
Steiner se je zgledoval po Paracelziju, ki je bil zadnji v zgodovini, da je prav tako zajemal človeka v celoti v vseh štirih plasteh. Delil je substance na tiste, ki jih je mogoče tehtati, to so sal – derivati soli; sulfur je druga substanca, nasprotje sala, njen predstavnik je žveplo, ki gori, ni ga pa mogoče tehtati; snov, ki ju povezuje pa je merkur, predstavlja ga živo srebro, ki najdlje ostane tekoče tudi pri spremenljivih temperaturah. To tridelnost je Paracelsus prenesel tudi na rastlinae: mineralni svet - sal se predstavi v koreninai, cvet in plod sta sulfur, listi so pa merkurialna in ta prehodna substanca povezuje ostali dve nasprotji pri rastlini.
Rudolf Steiner je to tridelnost prenesel na človeka. Tudi tu imamo nasprotje. V glavi je mir hladnost, procesi razgradnje, ta del je poimenoval pol živčevjaa in čutil. V spodnjem delu okončin in prebave pa je stalno gibanje in procesi izgradnje. Tu nastaja toplota. Srednji sistem je ritmični, sem sodijo cirkulacija in dihanje. Ta spet povezuje nasprotujoča si zgornji in spodnji del, s tem naredi izravnavo med gibanjem ter mirom, izgradnjo z razgradnjo. To je poistovetil s tremi principi, da imamo v zgornjem človeku princip sal, v spodnjem sulfur, v srednjem pa je prehodni merkurialni princip. Ta delitev je osnova antropozofske medicine Tako naj bi po tej teoriji delovali na glavo, živčevje in čutila s saliničnimi - trdimi substancami, z merkurialnimi - tekočimi na ritmični sistem srca in dihal, s sulfuričinmi – plinastimi ali nevodotopnimi pa na sistem pretvorbe in okončin.
Ugotovil je tudi, da je v osrednjem delu razmerje med srčnim utripom in vdihom z izdihom štiri proti ena. To je razmerje ravnovesja, ki se ga človek relativno točno drži, in je hkrati odnos med sistemom pretvorbe do sistema živčevja s čutili. Če je to razmerje večje od štiri, je sistem pretvorbe močnejši od sistema živčevja in čutil. Če je manjši, pa obratno.

## Bolezen in imunski sistem
Po antropozofski medicini imunski sistem krepimo z vsako boleznijo. Bolezen je neravnotežje med zgornjim in spodnjim delom človeka. Zdravje je odvisno od srednjega dela, tako smo tudi ljudje samo zaradi srednjega dela. Če bi imeli samo zgornji del, bi bili stebri soli, če pa samo spodnji del prebavil in okončin, bi se razblinili v gibanju ter razgradnji.
Vsaka bolezen je za organizem izziv, da se še bolj okrepi. Po tej miselnosti zbolijo za rakom tisti, ki niso preboleli vseh otroških bolezni. Prav tako je nesmiselno zbijati visoko temperaturo. S tem se organizem brani in odzove na bolezen. Nevarnost je le, če ima glava prekomerno in predolgo visoko temperaturo: to je področje miru in hladnosti. Če neko bolezen res dobro premagamo, pridemo do novega zdravja - npr. za prebolelo gripo ne moremo več zboleti; če se nam zaceli rana, nastane brazgotina – preobilno zaceljenje, to tkivo na brazgotini se ne bo moglo več pretrgati.
Po tej medicini nosimo sile ozdravljenja v sebi, zvečer smo bolj bolni kot zjutraj. Ponoči tečejo procesi izgradnje in ozdravljenja, podnevi pa razgradnje in s tem, da smo budni, postajamo bolni. Z zavestjo izgubljamo vitalnost. Lep primer je dojenček: ker raste potrebuje veliko procesov izgradnje, zato spi, ko je buden pa jé. On dela v spanju več kot kadarkoli pozneje v svojem življenju.

## Štiridelnost človeka
Tako je Steiner po drugi teoriji delil človeka na štiri dele: zavest je stvar duše – astralno telo, samozavest je stvar duha – »jaza«, etrsko telo je življenje in tu je še fizično telo. Te dele telesa je spet povezal s substancami iz narave: duša ali astralno telo se opira na zrak, duh – jaz je povezan s toploto, eteričnost - življenje je podobno vodi in fizično telo čvrstosti. Ko spimo se zavest in samozavest ločita od telesa, takrat je v telesu življenje – etersko telo, ki ohranja fizično telo pri življenju. To vodi izgradnjo telesa. Po smrti pa poleg zavesti in samozavesti telo zapusti tudi življenje, fizično telo ostane samo – truplo. Ker ni življenja, začne razpadati.
Povezava med tridelnostjo in štiridelnostjo človeka, je v tem, da imamo pri štiridelnosti samo fizično telo, prežeto z eterskim telesom, duševnostjo in duhom; pri tridelnosti pa je fizično telo spodnji del človeka.
Človek je krona stvarstva, ker ima združene vse štiri plasti. Obdani smo z različnimi stvarmi: minerali imajo le fizično telo, rastline fizično telo z etrskim telesom, živali pa fizično telo, telo življenja in dušo. Ko pa se npr. žuželka usede na cvet, je rastlina povezana z astralnostjo. Določene cvetlice imajo tako oblikovane cvetove, da vanje lahko vstopijo le določene žuželke.

## Delovanje učinkovin iz narave

### Vpliv grenčin na človeka
Grenčine nastanejo kadar astralne sile delujejo na eteričnost rastlin (encijan, pelin). Pri človeku te učinkovine omogočajo, da je etrsko telo pripravljeno za sprejem astralnega telesa. Učinkovite so predvsem pri boleznih, ko se astralno telo noče dovolj odpreti eteričnemu telesu npr. ko se duša ne zanima za hrano, s temi substancami vzpodbudimo apetit.

### Vpliv čreslovin
Čreslovine nastanejo, kjer astralne sile močneje delujejo na etersko telo rastlin (hrastovo lubje). Pritegnejo pa astralne sile v presnovo. Človek se z njihovo pomočjo »potegne skupaj« se inkarnira vase. Uporabljajo se pri suhi koži ali pri astmi, kjer nastajajo krči pri vdihavanju.

### Saponini
Saponini naredijo relativno stabilno povezavo vode in zraka, torej etrskega in astralnega telesa. Saponine vsebujejo divji kostanj in jeglič.

### Strupene rastline
Nastanejo, če astralne sile še močneje delujejo na etrsko telo rastline. Rastlina postane preveč živalska. Dovoli živalskim silam, da se v njej premočno izrazijo. Ni strupena sama zase, ampak za določene živali in ljudi. Astralne sile delujejo razgradljivo in tudi na rastlino tako delujejo, jemljejo ji vitalnost. Npr. volčja češnja najprej zelo hitro raste, ko je vpliv astralnih sil velik in se razvijejo listi ter cvet, se rast upočasni. Rudolf Steiner trdi, da bi plod volčje češnje, ki je zelo strupen, rad postal oko, rad bi postal živalski organ, toda to ni mogoče. Vidimo, da se hoče živalska astralnost z nečim nemogočim izraziti pri rastlinah. Tvorba organov se pojavi tudi pri drugih rastlinah, večinoma strupenih, npr. navadni tobak ima v cvetu notranji prostor kot telesno votlino.
Vendar je Paracelsus rekel: »Vse je strup, toda šele z ustrezno dozo.« Telo ne more sprejeti vase ničesar, kar je tuje, ne da bi to stvar prej pretvorilo v sebi lastno. Če človek nima dovolj moči za razgradnjo, mu lahko te strupene rastline celo pomagajo.

### Eterična olja
Tu astralne sile najmočneje delujejo na rastline. Eterična olja se tvorijo, kadar element toplote močno poseže v rastlino. Toplota je povezana z »jazom«, zato imajo ta olja poseben odnos do »jaza«. Te rastline rastejo v Sredozemlju, kjer je veliko svetlobe in toplote, ne zahtevajo pa veliko od prsti, ne potrebujejo humusa, pa tudi voda jim ni tako pomembna. Zato so bolj suhe, imajo pa odnos do sulfuričnega, nevodotpne substance, ki rada preide v plin, to so eterična olja. Ta dajejo tudi vonj (rožmarin, sivka, majaron, meta, evkaliptus, citrusi). V naših krajih so to rastline iz družine ustnatice. Te rastline uporabljamo kot začimbe. Grenila delujejo v ustih, jih z nosom ne zaznamo. Eterična olja pa dosežejo ne samo dušo, ampak celo naš duh. Pomembno je, da sta naša duša in duh navdušena nad tem, kar jemo.

### Sluzi
Sluzi nastanejo pod vplivom zemeljskih sil v neki rastlini. To je nekaj tekočega, kar se zelo zgosti in dobi lastnost sluzastega. Zgosti se do tiste točke, kjer rastline to še prenesejo, da lahko preživijo. Sluzi zelo zadržujejo vodo, zato se zelo težko osušijo. Dolgo so uporabljali gabez, za tvorbo kalcija pri zlomu kosti, nato pa so ugotovili, da gabez vsebuje karcinogene snovi in so ga umaknili iz prodaje.

### Zdravila iz živalskih preparatov
Pri živalih je več vitalnosti kot pri človeku, največ pa je je pri rastlinah: če ji določen del odtrgamo, jo to vzpodbudi k še močnejši rasti in ne bo zato odmrla. Pri živalih imajo le nekatere nižje živali to sposobnost (plazilci). Ta vitalnost se pri živalih zmanjša na račun duševnosti, pri človeku pa še dodatno na račun duha. Zato je človek veliko bolj občutljiv na bolezni.
Za zdravljenje pri človeku uporabljamo živalske organe, ki so posebej specializirani in vitalni. Ta preparat mu bo za vzgled in bo popravil delovanje slabotnega človeškega organa. Naš organ bo posnemal vitalen živalski preparat. Uporabljamo jetra, ledvice, pljuča, srce. Npr. krava ima zelo dober želodec in prebavo, zato bomo za zdravljenje prebavnega sistema uporabili preparate iz njenih organov.
Za srce in pljuča bomo uporabili mačko. Zmožna je agresije v trenutku napada do sproščenega lenarjenja ob počitku. To sodi k sredini – ritmični sistem.
Za živčevje in čutila bi uporabili glodalce ali zajca. So v stalni preži pred nevarnostjo, stalno opazujejo okolico.

### Živalski strupi
Ti predstavljajo vzorno vitalnost. V upoštev pridejo visoko razvite živali – sesalci, pa tudi druge. Posebej dragoceni sta čebelji strup in mravljična kislina. Čebela je zelo povezana s svetlobo, toploto, živi v zraku. Tako te sile svetlobe in toplote s pikom in svojim strupom prenese na človeka npr. za zdravljenje revme.
Mravlja je vezana na zemljo, povezana je z zrakom, ki ga je veliko v mravljiščih, hkrati pa ta vedno stojijo na soncu. Več kot je sonca, večja je aktivnost mravelj. Tako mravljična kislina deluje proti artrozi in protinu, kjer ima človek občutek mraza.
Uporabljajo se še sršenov strup proti oblikovanju brazgotin, kačji strup deluje hemolitično (redči kri), strupi pajkov (ptičji pajek ali križavec) proti hiperaktivnosti, preparati iz kobre proti težavam s hrbtenico.

### Zdravljenje zmineralnimipripravki
Kremen sestavlja površino Zemlje. Rudolf Steiner trdi, da je kot njeno čutilo, z njim Zemlja komunicira s kozmosom. Zato je sklepal, da kremenovi minerali koristijo našim čutilom. Ker pa te substance niso topne v vodi, jih je treba potencirati, odpreti, prenesti njihovo sporočilo v pripravke.
Kalcij gradi gore. V vodi se raztaplja in z njo potuje v globine zemlje. Nato pa spet pride na plano, v stik s soncem, tu pa se zaradi izhlapevanja ogljikove kisline izloči iz vode in tvori kamnine. Kalcij vodo prepušča, kremen jo pa zadržuje. To raztapljanje in oblikovanje ima podobnost s presnovo, dobro pa učinkuje na izgradnjo kosti in zob. Še posebej priporočljiv je kalcij iz školjk in ostrigarjev, saj je povezan še z živalsko energijo.
Žveplo je predstavnik sulfuričnega dela sistema. Ima zvezo z zrakom in toploto, ker hitro sublimira , vsebujejo ga zemeljska olja (nafta, bencin), ki dobro gorijo. Kot zdravilni preparat predstavlja sile toplote in razkroja za bolezni, kjer je pretvorba lena.
Fosfor pa shranjujemo pod vodo, je mehek, sveti v temi ali fosforescira. Zato predstavlja svetlobo. Z njim vnašamo nekaj kar oblikuje, bolj zaustavlja. Fosfor se v različnih oblikah pojavlja v substanci možganov, celičnem jedru, v ribonukleinski kislini in daje občutek neke vodilne vloge ali oblikovanja. Steiner je izjavil: »Fosfor podpira »jaz« v obvladovanju procesov ognja.« V zelo razredčeni obliki se fosfor uporablja proti vsem vnetnim in prehladnim obolenjem in v pripravkih za podporo človeškemu »jazu« v obvladovanju procesov toplote.

### Sedem kovin
Rudolf Steiner je trdil, da planeti delujejo na Zemljo in nastanejo različne kovine. Delujejo pa tudi na živalski in človeški organizem, tako da nastanejo notranji organi. Imamo planete: Sonce za zlato (zdravljenje ritmičnega sistema), Venero za baker (zdravljenje ledvic), Mars za železo (zdravljenje žolča), Merkur za živo srebro (zdravljenje pljuč), Jupiter za kositer (zdravljenje jeter), Luno za srebro (zdravljenje spolnih organov), Saturn za svinec (zdravljenje vranice). Poudaril je, da za zdravljenje ne vnašamo kovin v telo, (saj bi bile razen železa in v sledovih bakra strupene za naš organizem) pač pa zdravimo z energijami teh kovin. Lahko kar večje kose kovin polagamo na organe, za katere so te odgovorne.

### Evritmija
Rudolf Steiner je razvil tudi evritmijo - predmet na Waldorfski šoli v Ljubljani. Gre za umetnost gibanja, ki temelji na jeziku in tonih. Pomaga človeku, da se počuti dobro v svojem telesu, kar postane še posebej pomembno v puberteti, ko evritmija deluje kot zdravilo. Sestavljena je iz kretenj, tako da študij evritmije vključuje tudi različne vaje za spretnost, skladnost, urnost in nagle spremembe telesa. Zato zelo pozitivno vpliva na otroke. Glavni pomen evritmičnih gibov je v tem, da z določeno silo delujemo v telo, gibe usmerjamo v telo.

### Umetnost
Umetnost predstavlja dodatno možnost zdravljenja. Temelji na tem, da delujemo neposredno na ritmični sistem s pomočjo barv, glasbe ali ritma hoje.

## Antropozofska medicina danes
V Nemčiji obstajajo štiri podjetja, ki izdelujejo zdravila bele omele po antropozofskem razumevanju človeka in narave, s katerimi zdravijo po ambulantah in klinikah rakaste tvorbe. Ekstrakti bele omele so v uporabi za zdravljenje rakavih bolnikov v Združenem kraljestvu, v Nemčiji je zdravilo odobreno kot sredstvo v adjuvantnem in paliativnem zdravljenju ter v recedivni preventivi. V ZDA pa je odobreno le za klinične preizkušnje. Stroške krije zavarovalnica.
Med najstarejše poznane ekstrakte bele omele spada Iscador, temu je sledil Helixor. Ena izmed kliničnih raziskav je preučevala uporabo Iscadorja pri zdravljenju raka. Namen je bil določiti ali Iscador podaljša življenje pacientom s karcinomom na črevesju, zadnjiku, želodcu, s karcinomom dojk z ali brez podpazdušnih ali oddaljenih metastaz, ali z majhnoceličnim ali ne majhnoceličnim bronhogenim karcinomom; in da raziskuje povezavo med zdravljenjem z Iscadorjem in psihosomatsko samoregulacijo. Študija je zajemala splošno populacijo v Nemčiji. Izvedli so randomizirano in nerandomizirano enakovrednih parov študijo prepleteno s kohortno študijo. 10226 rakavih bolnikov je bilo vključenih v dolgoročno epidemiološko študijo, vključno z 1668 pacienti zdravljenih z Iscadorjem in 8475 pacienti, ki niso prejemali nobenega produkta iz bele omele (kontrolni pacienti). V nerandomizirani študiji je bil čas preživetja pacientov zdravljenih z Iscadorjem daljši za vse tipe raka, katere so preučevali. Med 396 enakovrednimi pari je bil povprečen čas preživetja v skupini Iscador (4,23 let) kar za 40% daljši kot tisti v kontrolni študiji (3,05 let). Sinergizem  med terapijo z Iscadorjem in psihosomatsko samoregulacijo se kaže v podaljšanem življenju. Rezultati dveh randomiziranih študij je v veliki meri potrdila rezultate nerandomiziranih študij.
Namen druge študije je bilo oceniti terapevtski učinek in varnost dolgoročne komplementarne terapije z Iscadorjem pri pacientih s primarnim rakom na dojkah brez metastaz. Študija je bila multicentralna, primerjalna in farmako-epidemiološka kohortna. Potekala je v 16 centrih v Nemčiji in Švici. Centri so bili izbrani naključno, vsi pa so se držali pravil Dobre klinične prakse. Študija je zajemala 1442 bolnikov, od tega jih je 710 prejemalo poleg klasične terapije še terapijo z Iscadorjem in 732 je prejemalo le klasično terapijo (kemoterapijo, radioterapijo in hormonsko terapijo). Slednji so predstavljali kontrolno skupino. Na začetku preučevanja je 97 (13,7%) od 710 pacientov, ki so prejemali Iscador in 49 (6,7%) od 732 v kontrolni skupini umrlo med opazovanjem. To je lahko bila posledica dejstva, da je imela skupina z Iscadorjem bolj napredovano bolezen in slabši prognostični profil. V skupini bolnikov, ki so jih 52 mesecev zdravili z ekstraktom omela, je enega ali več neželenih učinkov zaradi konvencionalne terapije razvilo signifikantno manj pacientov (16,3%) kot v kontrolni skupini bolnikov (54,1%), ki so jih spremljali 67 oz. 61 mesecev. V skupini zdravljenih z ekstraktom omela so številni simptomi izzveneli, preživetje pa je bilo signifikantno daljše. Sistemski neželeni učinki zaradi zdravljenja z ekstraktom omela so se razvili pri 0,8%, lokalni pa pri 17,3% bolnikov. Resnost neželenih učinkov je bila blaga do srednja. Do resnih neželenih učinkov zaradi terapije z ekstraktom ali povečanja tumorjev ni prišlo. Rezultati so potrdili, da je dolgoročna komplementarna terapija z Iscadorjem varna v primerjavi s konvencionalno in da je zdravljenje z Iscadorjem imelo manj neželenih učinkov.
V Sloveniji je izšel prvi Priročnik o zdravljenju z omelinimi ekstrakti (VAE), ki ga je napisala  Iva Ebner, zdravnica alternativnega zdravljenja  v Münchnu. Priročnik je predstavljen na KAM forumu, kjer poteka tudi diskuzija o zdravljenju z omelinimi ekstrakti. Prodaja knjige se vrši izključno preko KAM - spletne trgovine . Ker je na trgu mnogo različno pridelanih in delujočih omelinih pripravkov in zdravil, se je avtorica omejila na uporabo povsem naravnih omelinih ekstraktov. 
Kontraindicirano je zdravljenje z omelinimi extrakti pri poznani alergiji, povišani temperaturi in vnetju; včasih pride do otrdline na mestu injiciranja, vendar to ni nevarno. V enem primeru je prišlo do  anafilaktičnega šoka. 
Antropozofski zdravniki so na splošno zmanjšali uporabo antibiotikov, antipiretikov in pogostost cepljenja. Večina otrok, zdravljenih s strani antropozofskih zdravnikov je bila cepljena le proti manjšemu številu bolezni in še to kasneje, kot je cepljenja predvideval sistem zdravstva.
Razširjena je v več kot šestdesetih državah. Bila je vključena tudi v tradicionalno kliniko v Švici. Razvita in uporabljana je tudi v Veliki Britaniji, Irskem, Škotskem, ZDA, itd. V drugih državah (Avstrija, Hrvaška …) je antropozofska medicina zelo razvita in se v zdravstvu veliko uporablja, obstajajo celo antropozofske klinike. V Nemčiji prakticirajo antrofozofsko medicino tudi heilpraktiki/zdravniki za alternativno in komplementarno medicino. V Sloveniji je vse skupaj še zelo v povojih, vendar že imamo antropozofsko društvo od leta 2007. Nekateri antropozofski pripravki imajo v tujini tudi težave pri registraciji kot zdravila. Pri omelinih ekstraktih pomeni to zaradi različne vsebnosti omelinih snovi, strogo sortiranje omele z različnih gostiteljskih dreves, delov zeli ter letnih časov nabiranja.
Helixor je bilo prvo registrirano zdravilo bele omele. Imenovano je bilo za "zdravilo leta 2010"  in velja po kakovosti in zanesljivosti za najbolj priporočeno zdravilo .
Zdravniki dobijo licenco za antropozofskega zdravnika v tujini po opravljenih tečajih. Ta licenca je veljavna le za diplomirane zdravnike in heilpraktike.